# Cleòmenes (escriptor)
Cleòmenes  (en llatí Cleomenes, en grec antic Κλεομένης "Kleoménes") fou un escriptor grec, comentarista d'Homer i d'Hesíode, segons Climent d'Alexandria. Alguns l'identifiquen com el mateix personatge que el filòsof Cleòmenes.